# Fanny Hesse
Angelina Fanny Hesse, nata Eilshemius (New York, 22 giugno 1850 – Dresda, 1º dicembre 1934), è stata una biologa tedesca.
Assieme al marito Walther Hesse fu pioniera dell'uso dell'agar agar come alternativa alla gelatina per la produzione di terreni fertili per la sopravvivenza di microrganismi ad alte temperature.

## Biografia
Hesse nacque a New York in una famiglia di origine olandese. All'età di 15 anni frequentò una scuola di perfezionamento in Svizzera per studiare francese ed economia domestica.
Incontrò il suo futuro marito Walther Hesse nel 1872 mentre viaggiava in Germania con sua sorella Eugenie. La coppia si sposò nel 1874 a Ginevra e si trasferì a Dresda.

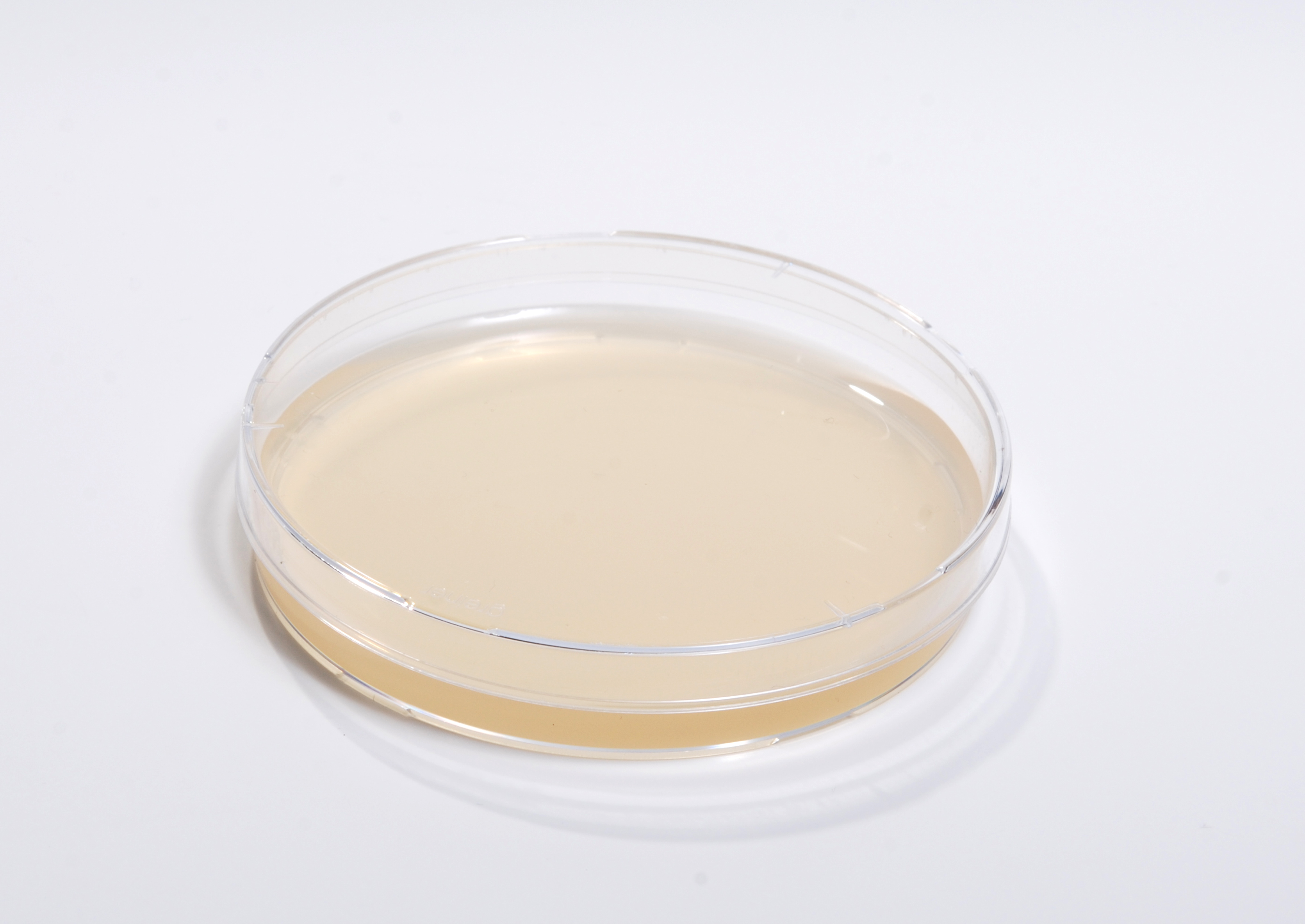
Una piastra di agar da laboratorio

Hesse lavorò come assistente di suo marito per la preparazione dei terreni di crescita batterica, per la pulizia delle attrezzature e per la produzione di illustrazioni per pubblicazioni scientifiche. Nel corso del tempo acquisì familiarità con il lavoro del marito svolgendo un ruolo simile a quello di un moderno tecnologo biomedico. Come illustratrice scientifica disegnò immagini ad acquerello altamente accurate che raffiguravano ogni fase di crescita della coltura batterica intestinale se vista sotto ingrandimento. Le sue illustrazioni vennero pubblicate nell'opera di suo marito uscita nel 1908 e incentrata sullo sviluppo di illustrazione medica. Aiutando a rivestire le provette con gelatina affinché suo marito potesse utilizzarle nella coltivazione dei microrganismi, si rese conto che la gelatina si scioglieva facilmente nelle giornate calde distruggendo alcuni batteri. Suggerì quindi l'uso dell'agar come mezzo di piastratura.
Nel 1881, mentre suo marito lavorava nel laboratorio del medico e microbiologo tedesco Robert Koch, Hesse eseguì degli esperimenti su un mezzo gelatinoso che si liquefaceva a causa degli aumenti di temperatura durante l'incubazione. Walter Hesse e Koch avevano tentato di utilizzare fette di patate come terreno per coltivare colonie pure, ma ciò si rivelò un metodo inconsistente. I due tentarono quindi di utilizzare un terreno gelatinoso ricco di sostanze nutritive, che non forniva ancora un'adeguata stabilità per la produzione di colture da esaminare.

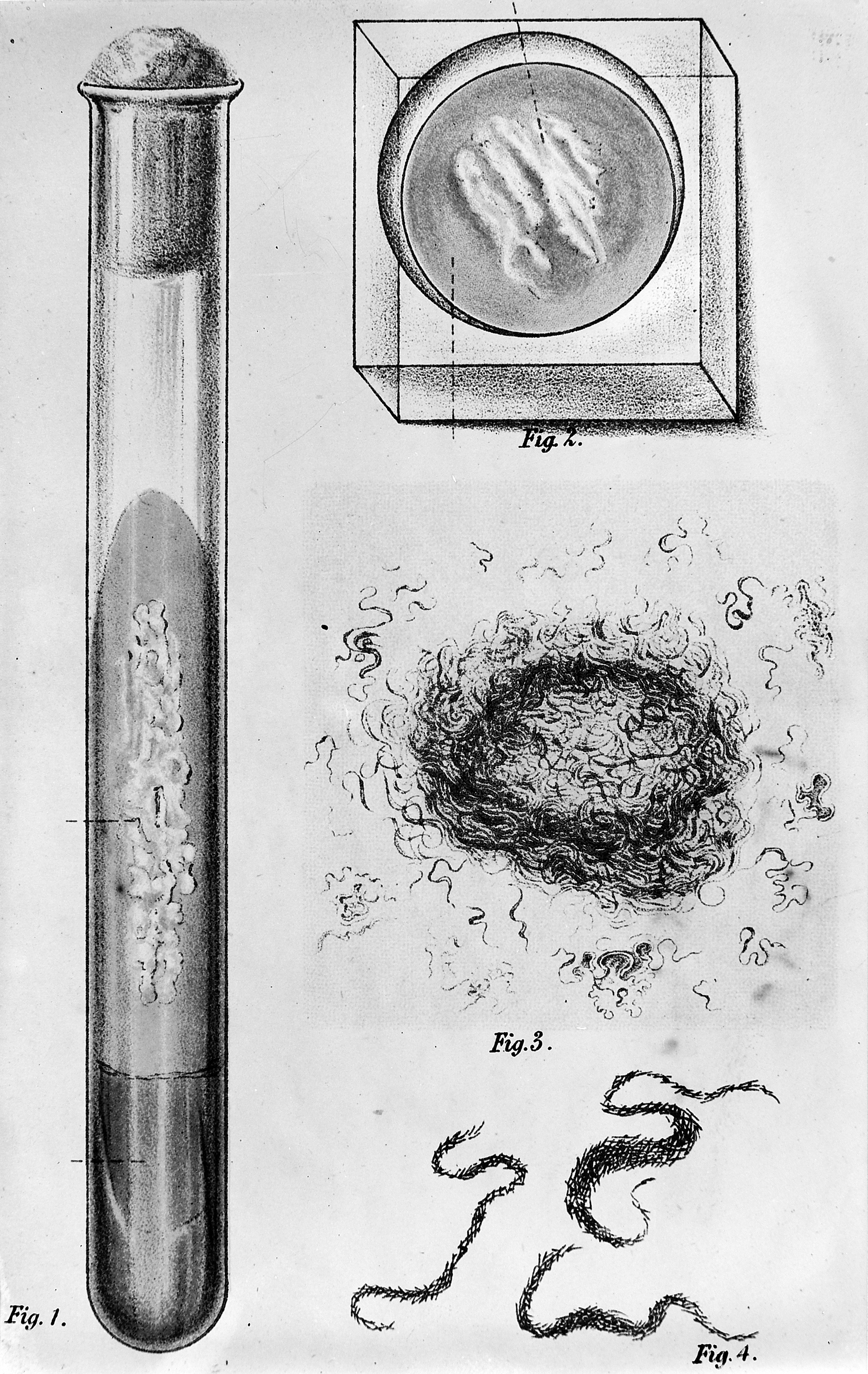
Coltura del batterio della tubercolosi secondo il metodo di Koch, illustrazione del 1886

Dopo tentativi infruttuosi di coltivare microrganismi su terreni gelatinosi, Hesse suggerì quindi che l'agar fosse preferibile alla gelatina per coltivare batteri e altri microrganismi. Utilizzando l'agar comunemente in casa, Hesse era a conoscenza delle sue proprietà come agente gelificante in grado di mantenere le sue proprietà fisiche a temperature molto alte. Hesse aveva conosciuto per la prima volta l'agar dagli amici di sua madre che avevano vissuto nelle Indie Orientali, dove ha origine l'estratto stesso e dove era comunemente usato come ingrediente alimentare.
Il suggerimento di Hesse portò Walther e Koch a utilizzare con successo l'agar come terreno di semina per coltivare i batteri che causavano la tubercolosi. Questa scoperta si rivelò fondamentale anche per l'analisi della conta microbica nell'aria e per la compensazione dei problemi della gelatina in merito a stabilità termica, resistenza alla liquefazione degli enzimi batterici, capacità di mantenere la sterilità e conservazione a lungo termine.
Rimasta vedova, Hesse raccolse le illustrazioni e i documenti di Walther, che poi lasciò ai suoi discendenti come parte della sua collezione personale.